# Portrait de la comtesse de Blessington
Portrait de la comtesse de Blessington est un portrait peint en 1822 par l'artiste anglais Thomas Lawrence représentant l'aristocrate irlandaise Marguerite Gardiner, comtesse de Blessington,.

## Histoire
Marguerite est née à Clonmel en Irlande. Son premier mariage fut avec un ancien officier de l'armée anglaise. Veuve en 1817, elle épousa le comte anglo-irlandais Charles Gardiner l'année suivante. Elle est devenue connue comme mondaine à Londres. Lawrence était président de la Royal Academy et le principal portraitiste britannique lorsqu'il peignit la comtesse. Il avait la réputation de réaliser des portraits flatteurs de gens à la mode. Il exposa ses œuvres à l'Exposition d'été de la Royal Academy en 1822, où elles rencontrèrent un large succès critique et propulsèrent Blessington au rang de célébrité.
Aujourd'hui, le tableau se trouve dans la Wallace Collection à Manchester Square à Marylebone. À proximité se trouve une autre œuvre de Lawrence représentant Lord Hertford, un des fondateurs du musée.